# Mantero (azienda)
Mantero è un'azienda tessile fondata a Como da Riccardo Mantero nel 1902 e gestita da 120 anni dalla famiglia Mantero. Produce e distribuisce tessuti ed accessori tessili di lusso, gestendo tutte le fasi del processo. L'azienda è presente nel Registro delle Imprese Storiche.

## Gli inizi
Nel 1895 il fondatore Riccardo Mantero si trasferì da Novi Ligure a Como trovando impiego come rappresentante presso una ditta di tessuti.
In quegli anni, grazie ai viaggi tra Como e Milano, cominciò a creare le sue prime collezioni, con anche l'aiuto del titolare della ditta per cui lavorava.
Nel 1902 Riccardo Mantero decise di mettersi in proprio inaugurando la Ditta Riccardo Mantero, un piccolo deposito di sete in via Mentana 12 a Como. Nel 1926 l’azienda cambiò poi la ragione sociale diventando Fabbrica Seterie Riccardo Mantero e l’anno successivo entrarono in azienda Carlo e Beppe Mantero, due dei tre figli del fondatore, che avevano da poco terminato gli studi a Londra.

## Il dopoguerra e l'espansione internazionale
Nel 1940 venne inaugurato a Menaggio il primo stabilimento tessile del gruppo, a seguito dell’acquisto della Tessitura Castelli & Bari. In quegli anni il regime impose l’obbligo a tutti i produttori di tessuti di convertire la produzione in tela da paracadute, cosa che spinse Mantero a produrre il Crespo 108, un composto di rayon e viscosa dai costi ridotti e di ottima qualità, grazie al quale l’azienda poté riprendere la produzione serica nel dopoguerra.
Con la morte del fondatore Riccardo Mantero nel 1951, l'azienda passò sotto il controllo del figlio Beppe, che già da alcuni anni ne era alla guida. L'anno seguente venne fondata a Milano la Alitess (Azienda Lombarda Industrie Tessili Specializzate), allo scopo di produrre tessuti per l'alta moda.
Nel 1956 fu acquisita la Seterie Cugnasca dedicata ai tessuti del prêt-à-porter femminile e quattro anni dopo venne inaugurato lo stabilimento di Grandate e fondata la Seta Industria di Como, per la progettazione e distribuzione di foulard in seta. In questo modo il gruppo Mantero arrivò a possedere tutte le strutture per gestire l’intero ciclo produttivo (tessitura, tintura e stampa).
Beppe Mantero, allora presidente dell'Associazione Serica Italiana, fu inoltre a capo di una delegazione di industriali tessili che nel 1971 incontrò il primo ministro cinese Chou En Lai e le massime gerarchie del settore allo scopo di gettare le basi per un rapporto commerciale fra Italia e Cina. Nel dopoguerra era infatti diventato difficile reperire la seta in Italia, mentre nei paesi asiatici c’era grande disponibilità di materia prima a basso costo. Le cause principali erano individuabili nell'abbandono delle vecchie pratiche agricole legate alla bachicoltura e all’abbattimento dei gelsi per far spazio a coltivazioni intensive.
Nel 1972 venne fondata anche la Interseta, per la progettazione e produzione di tessuti per cravatte, mentre cominciò anche l’espansione a livello internazionale, con la nascita nel 1976 della Mantero of America a New York e, due anni dopo, della Mantero France a Parigi. Fu inoltre aperta anche una filiale ad Hangzhou.
Beppe Mantero fu nominato Cavaliere del Lavoro nel 1978, poco prima della sua morte avvenuta nel 1982.

## Il nuovo assetto societario e il marchio di proprietà
Nel 1989 tutte le società di proprietà della famiglia confluirono nella Mantero S.r.l., che diventò la holding del gruppo e venne rinominata "Gruppo Tessile Serico", mentre le attività operative passarono sotto il controllo della Mantero Seta S.p.A.
Nel 2001 Moritz Mantero ha assunto la guida dell'azienda, avendone acquisito la maggioranza azionaria.
Dal 2011 è subentrata a capo dell’azienda la quarta generazione della famiglia Mantero, con la nomina dei fratelli Franco e Lucia rispettivamente a amministratore delegato e direttore marketing, mentre il padre Moritz resta azionista di maggioranza e presidente della società. Il nuovo corso ha intensificato l’automatizzazione dei processi, senza accantonare la storica tecnica di stampa serigrafica ma introducendo la stampa a getto di inchiostro.
Nel 2015 viene inoltre lanciato il marchio Mantero 1902, primo marchio di proprietà dell’azienda dedicato ai foulard di seta con stampe d'archivio che vengono ogni stagione reinterpretate. Dal 2018 la linea di prodotti commercializzati sotto tale marchio è stata allargata anche a borse in seta, sciarpe, mantelle, scialli, turbanti e proposte d'abbigliamento vintage.
Nel 2021 Franco Mantero diventa presidente e nomina come amministratori delegati Simone Mercuri e Simone Taroni. 

## L’archivio Mantero
L'archivio Mantero conta più di 10.000 volumi, alcuni dei quali risalenti all’800, più di 60.000 foulard originali, migliaia di disegni realizzati a mano, carte prova e stampe su tessuto. È stato nel tempo ampliato attraverso acquisizioni, oltre che con i nuovi bozzetti, gli studi preparatori e i disegni creati ogni stagione. Tra le principali acquisizioni ci sono quella della Holliday & Brown nel 2013, azienda di tessuti maschili e cravatte nata a Londra nel 1926, e degli archivi Avantgard. Nel 2019 viene acquisito il marchio Ken Scott e l'usufrutto dell'archivio dell'artista.
L'archivio Avantgard comprende circa 27.000 disegni digitali e quasi 3.000 disegni fatti a mano, oltre a una cinquantina di raccolte di tessuto e quasi 5.000 libri fotografici. La Fondazione Ken Scott Falconetto vanta invece oltre a 6.000 disegni originali, stampe a colori e in bianco e nero, foto, video e inviti originali a sfilate, mostre e eventi, più di 1.000 abiti, campionari, tessuti, riviste e ricordi vari. Gucci ha utilizzato delle stampe Ken Scott per una sua produzione del 2021.

## Sede storica
La storica sede dell'azienda, ancora oggi di proprietà della famiglia Mantero, fu edificata sulla base del progetto di laurea in ingegneria di Gianni Mantero, fratello del fondatore Riccardo, presso il Politecnico di Milano nel 1922. 
L’edificio, incluso nelle mura medievali della città di Como, è adibito sia ad abitazione per la famiglia Mantero sia come studio di Gianni, oltre ad ospitare gli uffici e i magazzini dell'azienda. 
Durante la seconda guerra mondiale la villa fu requisita dal regime diventando la residenza di Rachele Mussolini con i figli.